# Sun-Yung Alice Chang
Sun-Yung Alice Chang, née en 1948, est une mathématicienne américaine d'origine chinoise. Elle enseigne et dirige ses recherches à l'Université de Princeton depuis 1998. Ses travaux portent notamment sur l'analyse mathématique , l'analyse harmonique et la géométrie différentielle. 

## Formation et carrière

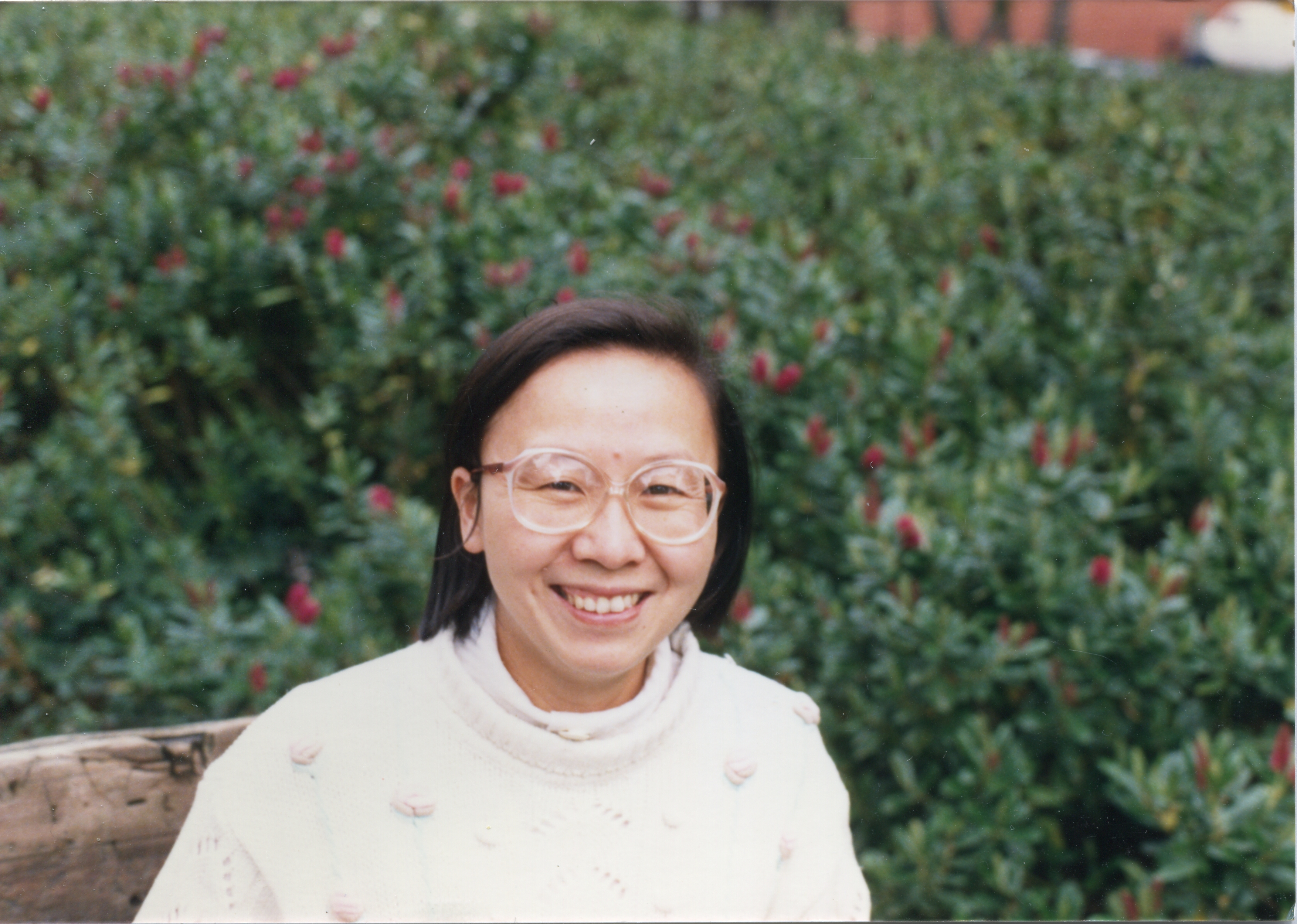
Sun-Yung Alice Chang à Berkeley (Californie) en 1989.

Chang et sa famille partent peu après la prise du pouvoir par les communistes en Chine (1949) pour Taïwan, elle étudie à l'Université nationale de Taïwan où elle obtient son Bachelor en 1970 puis son doctorat en 1974 à l'Université de Californie à Berkeley auprès de Donald Sarason, avec une thèse intitulée On the structure of some Douglas Subalgebras. 
Ensuite, en 1974/75 elle est assistant professor à l'Université d'État de New York à Buffalo, puis jusqu'en 1977 à l'Université de Californie à Los Angeles (UCLA), et de 1977 à 1980 au College Park de l'Université du Maryland. En 1980 elle devient associate professor et en 1982 professeure à l'UCLA. Elle y reste jusqu'en 2000, avec une seule interruption d'une année en 1989 comme professeure à l'Université de Californie à Berkeley. Elle est également depuis 1998 professeure à l'Université Princeton, où elle est de 2002 à 2006 directrice du Graduiertenzentrum de la faculté de mathématiques. Elle a aussi été professeure invitée à l'Institute for Advanced Study (1976/77) et à l'École polytechnique fédérale de Zurich.

## Prix et distinctions
En 1979–1981, elle est titulaire d'une bourse Sloan de recherche, puis en 1998 elle bénéficie d'une bourse Guggenheim.
Elle a reçu le prix Ruth Lyttle Satter en 1995 pour ses contributions à l'étude des EDP sur des variétés riemanniennes, en particulier pour ses travaux sur des problèmes extrémaux en géométrie spectrale et la compacité des métriques isospectrales dans une classe conforme fixée sur une 3-variété compacte. 
En 2001, elle est lauréate de la Noether Lecture décernée par l'association Association for Women in Mathematics.
En 2013, elle a reçu le titre de docteur honoris causa de l'Université Pierre-et-Marie-Curie. 
Elle est membre de l'Académie américaine des arts et des sciences depuis 2008, de l'Académie nationale des sciences depuis 2009, de l'Academia sinica depuis 2012 et fellow de l'American Mathematical Society depuis 2015, dont elle a été vice-présidente en 1989-1991. 
En 1986, elle est conférencière invitée au congrès international des mathématiciens à Berkeley et en 2002, elle donne une conférence plénière lors du congrès international des mathématiciens à Pékin.

## Sélection de publications
- Chang, Sun-Yung A.; Yang, Paul C. Conformal deformation of metrics on {\displaystyle S^{2}}. J. Differential Geom. 27 (1988), no. 2, 259–296.
- Chang, Sun-Yung Alice; Yang, Paul C. Prescribing Gaussian curvature on {\displaystyle S^{2}}. Acta Math. 159 (1987), no. 3-4, 215–259.
- Chang, Sun-Yung A.; Yang, Paul C. Extremal metrics of zeta function determinants on 4-manifolds. Ann. of Math. (2) 142 (1995), no. 1, 171–212.
- Chang, Sun-Yung A.; Gursky, Matthew J.; Yang, Paul C. The scalar curvature equation on 2- and 3-spheres. Calc. Var. Partial Differential Equations 1 (1993), no. 2, 205–229.
- Chang, Sun-Yung A.; Gursky, Matthew J.; Yang, Paul C. An equation of Monge-Ampère type in conformal geometry, and four-manifolds of positive Ricci curvature. Ann. of Math. (2) 155 (2002), no. 3, 709–787.
- Chang, S.-Y. A.; Wilson, J. M.; Wolff, T. H. Some weighted norm inequalities concerning the Schrödinger operators. Comment. Math. Helv. 60 (1985), no. 2, 217–246.
- Carleson, Lennart; Chang, Sun-Yung A. On the existence of an extremal function for an inequality of J. Moser. Bull. Sci. Math. (2) 110 (1986), no. 2, 113–127.
- Chang, Sun-Yung A.; Fefferman, Robert Some recent developments in Fourier analysis and {\displaystyle H^{p}}-theory on product domains. Bull. Amer. Math. Soc. (N.S.) 12 (1985), no. 1, 1–43.
- Chang, Sun-Yung A.; Fefferman, Robert A continuous version of duality of {\displaystyle H^{1}} with BMO on the bidisc. Ann. of Math. (2) 112 (1980), no. 1, 179–201.